# ادیت گونسالس
ادیت گونسالس فوئنتز (به اسپانیایی: Edith González Fuentes; (تلفظ اسپانیایی: [eˈðit gonˈsales]؛ ۱۰ دسامبر ۱۹۶۴–۱۳ ژوئن ۲۰۱۹) بازیگر و رقصنده اهل مکزیک بود. وی بین سال‌های ۱۹۷۰ تا ۲۰۱۹ میلادی فعالیت می‌کرد.
از فیلم‌ها یا سریال‌های تلویزیونی او می‌توان به زنان قاتل اشاره کرد.